# Антропофагический манифест

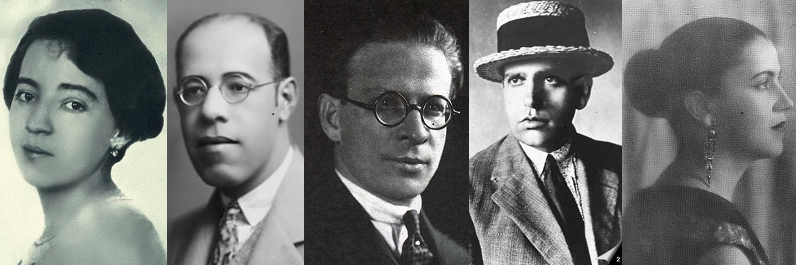
«Пятёрка» («Группа пяти», Grupo dos Cinco), объединение авангардистов, поддерживавших принципы Недели современного искусства в Сан-Паулу 1922 года: Анита Малфатти, Марио де Андраде, Менотти дель Пиккья, Освалд де Андраде, Тарсила ду Амарал

Антропофагический манифест  (порт. Manifesto Antropófago, Каннибалистический манифест) — манифест бразильского писателя Освалда де Андраде, главной фигурой начала бразильского модернизма, основателя движения Антропофагии. Впервые был представлен в 1928 году в кругу друзей, в доме искусствоведа и поэта Марио де Андраде, и был опубликован в «Журнале Антропофагии», основанном Раулем Боппом и Антониу ди Алкантара Машаду.
Является стихотворением в прозе, в стиле «Одного лета в аду» Артюра Рембо (стиль впоследствии также сравнивали с «Воплем» Аллена Гинзберга). Антропофагический манифест, в отличие от предыдущего манифеста в стихах Освалда де Андраде «Пау-Бразил», в котором автор призывал к созданию бразильского поэтического языка, который мог бы прославить бразильскую поэзию за границей, был более политизирован. Андраде уже стоял на леворадикальных позициях и в искусстве, и в политике, и вскоре присоединился к Бразильской коммунистической партии. Его документ был, сообразно посылу, составлен путём поглощения известных западных манифестов, таких как Манифест коммунистической партии и Манифест сюрреализма. Среди источников вдохновения называют тексты Мишеля Монтеня, Карла Маркса, Зигмунда Фрейда и Андре Бретона, а также картину художницы Тарсилы ду Амарал, супруги Освалда де Андраде, «Абапору».

## Содержание манифеста
В этом манифесте Освалд де Андраде рассматривает процесс «пожирания», некой «каннибализации» инородных культур. Каннибализм становится компромиссом перед господствующей культурой Европы в постколониальное время. Освалд ди Андради предлагает каннибализм, как один из возможных выходов из поиска национальной идентичности, то есть фактическое её уничтожение путём «пожирания» чужих традиций. Обыгрывая известные слова Шекспира, он иронично пишет «tupi or not tupi — that is the question», подразумевая под словом «tupi» этническую группу бразильских индейцев тупи, которые были известны как племена, пожиравшие европейцев, заплывавших в Южную Америку во времена начала её колонизации. Однако в каннибализм это племя вкладывало особый магический смысл: поражённые смекалкой, ловкостью, огнестрельным оружием европейцев, индейцы верили, что пожирая плоть европейцев, они приобретали эти качества. Таким образом, каннибализм был своеобразным выражением восхищения индейцев европейскими мореплавателями.
«Только АНТРОПОФАГИЯ объединяет нас. Социально. Экономически. Философски.
Единственный закон мира. Притворное выражение любого индивидуализма, любого коллективизма. Всех
религий. Всех трактатов о мире.
Тупи или не тупи — вот в чём вопрос.» — Освалд ди Андради, «Антропофагический манифест», 1928 г.
Освалд ди Андраде ещё в 1928-м году ставит вопрос о выборе пути развития страны: дальнейшего впитывания инородной культуры или поиска своего нового национального колорита.

## Влияние на культуру Бразилии
Это один из самых значимых манифестов бразильского модернизма. В нём отражается главная проблематика искусства первой половины XX века в Бразилии.
Идеи, выдвинутые Освалдом де Андраде, переосмысливаются до сих пор. В 60-е годы, благодаря движению Тропикалия, вопрос о собственной национальной идентичности, который заботил модернистов Бразилии в начале XX века, становится вновь важным, в частности благодаря таким художникам, как Элио Ойтисика и Лижия Кларк.
Некоторые авторы, такие как Эдуарду Вивейруш де Кастру, считают Антропофагический манифест выражением самого радикального художественного движения Бразилии и единственной «оригинальной философии», созданной в стране.
В 1990 году, к 100-летию Андраде, художник Антониу Петиков создал на станции Метрополитена Сан-Паулу «Республика» вдохновлённый манифестом мурал Momento Antropofágico com Oswald de Andrade.